# 王冕 (歌手)
王冕（1984年8月15日或1986年1月25日—），中国大陆流行音乐男歌手、影视演员、网络主播。

## 演艺经历
2012年1月，王冕入驻YY直播平台，正式成为一名网络主播。
2015年8月，发行首支个人单曲《空荡荡》。
2016年4月，参演网络电影《奔跑吧！裤衩》。2016年底，发行个人单曲《勉为其难》。
2017年，参演网络电影《打狼之我命由己》。
2018年9月，参加“沈阳·2018 YY粉丝嘉年华”，现场演唱《断点》、《勉为其难》等歌曲。10月10日，发行新歌《用心去爱》。

## 荣誉及奖项
- 2012年，夺得“YY年度最佳男金牌艺人”。
- 2013年，夺得“YY年度最佳男偶像”。
- 2014年，夺得“YY年度最佳男歌手”。
- 2015年，夺得“YY年度最佳男歌手”。[9]
- 2018年1月1日，王冕演唱的《勉为其难》入围网易云音乐“2017年度最热新歌TOP100”榜单。[10]

## 刑事纠纷
2020年4月8日上海至雅集团因涉嫌洗钱被立案调查，实控人于跃曾打赏主播近亿元，其中包括王冕。2024年5月15日全国公安机关打击和防范经济犯罪宣传日，央视新闻以化名“王某”披露了王冕因该案件于2023年8月被批准逮捕。